# Nanomantis lactea
Nanomantis lactea är en bönsyrseart som beskrevs av Mukherjee 1995. Nanomantis lactea ingår i släktet Nanomantis och familjen Iridopterygidae. Inga underarter finns listade i Catalogue of Life.